# Gemma Arenas Alcázar
Gemma Arenas Alcázar (Ciudad Real, 12 de febrer de 1979) és una atleta espanyola corredora de marató i de curses de muntanya de llarga distància.
El 2016 fou escollida la millor corredora de muntanya del món per votació popular, després de guanyar la Copa del Món de les Skyrunner World Series. També va estar la cinquena classificada del Campionat del Món de Trail el 2016 i guanyadora del Campionat d'Espanya d'ultres de la FEDME (Federació Espanyola d'Esports de Muntanya i Escalada) el 2015 i 2016. A més de guanyar diverses maratons en campionats oficials, després de passar a les competicions de muntanya, ha guanyat diverses curses de muntanya com la Ultra Pirineu 2016 (110 km) o la Penyagolosa Trails (115 km), que ha guanyat tres vegades, els anys 2016, 2017 i 2019.
La Gemma Arenas, que està casada des de 2007 amb el seu entrenador, Agustín Luján Maldonado, viu a Almagro (Castella-La Manxa), on compagina el seu entrenament atlètic amb la seva feina a Torytrans, una empresa dedicada al disseny i la producció de transformadors elèctrics de baixa tensió. La seva carrera esportiva va començar a progressar més ràpid després de ser mare, quan per falta de temps per entrenar, va decidir canviar d'estratègia d'entrenament i aprofitar més el temps, baixant el volum i augmentant la qualitat, la qual cosa la va fer millorar molt el seu rendiment.